# Associação dos Diplomados da Escola Superior de Guerra
A Associação dos Diplomados da Escola Superior de Guerra (ADESG) é uma associação brasileira que congrega os diplomados pela Escola Superior de Guerra (ESG).
Sua sede é localizada na cidade do Rio de Janeiro, e coordena as diversas delegacias estaduais que, por sua vez, subordinam as representações nas principais cidades do país.
Constitui-se numa sociedade civil, sem fins lucrativos, fundada em 7 de dezembro de 1951, e declarada de utilidade pública e cultural pelo Decreto nº 36359, de 21 de outubro de 1954.
Atendendo à época da sua fundação a cerca de sessenta formandos da ESG anualmente, tinha como objetivo maior o de manter o "'espírito das idéias" cultivadas naquela instituição.
Entre as suas normas estão a preservação da fidelidade aos princípios doutrinários da ESG, destacam-se o planejamento supervisionado e a da presença de conferencistas do Corpo Permanente da ESG nos Ciclos de Estudo de Política e Estratégia (CEPE), organizados pelas suas delegacias e representações. Nesses ciclos, com duração aproximada de quatro meses, seriam divulgados os fundamentos doutrinários daquela academia, nomeadamente o Método para o Planejamento da Ação Política (MPAP).
Desde 1999 porta a insígnia da Ordem do Mérito Militar, concedida pelo presidente Fernando Henrique Cardoso.

## Objetivos
Entre os objetivos específicos, a ADESG visa:
- preservar e projetar os valores morais e espirituais da nacionalidade nos moldes da Escola Superior de Guerra;
- incentivar de maneira crescente a solidariedade entre os seus membros; e
- difundir conceitos doutrinários e estudos conjunturais relacionados com a Segurança e o Desenvolvimento Nacionais, observando os métodos de trabalho e os estudos da ESG.

## Presidentes
Mandato / Nome / Turma ESG / Militar Patente ou Civil Profissão 
- 1952 C ALTE BENJAMIM SODRÉ Militar  1951 Contra Almirante [6]
- 1953 V ALTE JUVENAL GREENHALGH FERREIRA LIMA  1952 Vice-almirante
- 1954 MAJ BRIG ANTÔNIO GUEDES MUNIZ Militar  1952 Major-brigadeiro
- 1955 ENG PLÍNIO REIS DE CANTANHEDE ALMEIDA Civil  1954 Engenheiro
- 1956 ENG GLYCON DE PAIVA TEIXEIRA Civil  1954 Engenheiro
- 1957 GEN DIV LUIZ CORRÊA BARBOSA Militar 1950 General-de-divisão
- 1958 INDL GUILHERME JÚLIO BORGHOFF Civil  1956 Empresário
- 1959 GEN DIV JOAQUIM SOARES D'ASCENÇÃO Militar 1954 General-de-divisão
- 1960 ENG MANOEL DE MORAES BARROS NETO Civil 1958 Engenheiro
- 1961 TEN BRIG INT AER OVÍDIO ALVES BERALDO Militar 1959 Tenente-brigadeiro
- 1962 ENG JORGE BHERING DE OLIVEIRA MATTOS Civil  1960 Engenheiro
- 1963 V ALTE ANTÔNIO CEZAR DE ANDRADE Militar 1961 Vice-almirante
- 1964 ENG EUDES DE SOUZA LEÃO PINTO Civil  1962 Engenheiro e Professor
- 1965 MAL IGNÁCIO JOSÉ VERÍSSIMO Militar  1950 Marechal
- 1966 GEN EX JOÃO CARLOS GROSS Militar 1959 General-de-exército
- 1967 MAL AR JOÃO MENDES DA SILVA Militar 1953 Marechal-do-ar
- 1968 ADV JOÃO NICOLAU MADER GONÇALVES Civil  1955 Advogado
- 1969 V ALTE ACYR DIAS DE CARVALHO ROCHA Militar 1958 Vice-almirante
- 1970 PROF THEÓPHILO DE AZEREDO SANTOS Civil  1965 Professor
- 1971 GEN EX ANTÔNIO CARLOS DA SILVA MURICY Militar 1951 General-de-exército
- 1972/1973 ADV ARMINDO CORRÊA DA COSTA Civil  1963 Advogado
- 1974/1975 TEN BRIG AR/R NELSON FREIRE LAVANÈ WANDERLEY 1957 Tenente-brigadeiro
- 1976/1977 PROF FRANCISCO DE SOUZA BRASIL Civil 1956 Professor
- 1978/1979 ALTE ESQ HILTON BERUTTI AUGUSTO MOREIRA Militar 1955 Almirante de Esquadra
- 1980/1981 PROF ÁLVARO TEIXEIRA DE ASSUMPÇÃO Civil  1961 Professor
- 1982/1983 GEN DIV ALOYSIO GUEDES PEREIRA Militar 1966 General-de-divisão
- 1984/1985 PROF GERALDO HALFED Civil  1966 Professor
- 1986/1987 MAJ BRIG ENG TÉRCIO PACITTI Militar 1978 Major-brigadeiro
- 1988/1989 MED MOACIR ELIAS Civil 1982 Médico
- 1990/1991 V ALTE (FN) ROBERVAL PIZARRO MARQUES Militar Vice-almirante Fuzileiro Naval
- 1992/1993 PROF ELIASIB GONÇALVES ENNES Civil Professor Emérito
- 1994/1995 GEN DIV HERMANO LOMBA SANTORO Militar General de Divisão
- 1996/1997 PROF AIRTON YOUNG Civil Professor [7]
- 1998/1999 MAJ BRIG ENG ENIO RUSSO Militar Major Brigadeiro
- 2000/2001 MED MOACIR ELIAS Civil 1982 Médico [8]
- 2002/2003 C ALTE (FN) PAULO GONÇALVES PAIVA Militar Contra Almirante Fuzileiro Naval [9]
- 2004/2005 ADV AMÉRICO BARBOSA DE PAULA CHAVES Civil Advogado [10]
- 2006/2007 GEN EX LICÍNIO NUNES DE MIRANDA FILHO Militar General de Exército
- 2008/2009 PROF PEDRO ERNESTO MARIANO DE AZEVEDO Civil Professor [11]
- 2010/2011 BRIG INT HELIO GONÇALVES Militar Brigadeiro Intendente [12]
- 2012/2013 DEL PEDRO LUIZ BERWANGER Civil Delegado da Polícia Federal [13]
- 2014/2015 V ALTE RICARDO ANTONIO DA VEIGA CABRAL Militar Vice Almirante [14]
- 2016/2017 PROF Gustavo Alberto Trompowsky Heck Civil Professor [15]
- 2018/2019 GEN BRIG UMBERTO RAMOS DE ANDRADE Militar General de Brigada [16]
- 2020/2021 PROF ANTÔNIO CARLOS ALONSO DEL NEGRO Civil Professor Doutor [17]
- 2022/2023 CEL INT AER ANTONIO CELENTE VIDEIRA Militar Coronel [18]

## Delegações
A Associação dos Diplomados da Escola Superior de Guerra tem representações/Delegações em território nacional e no exterior.
No Brasil as suas delegações e respetivos Delegados, são:
- Acre - Adm. Lauro da Veiga Santos
- Alagoas – Cel PMAL Gerônimo Carlos do Nascimento
- Amazonas - Prof. Mário de Queiroz Pierre Filho
- Bahia – CMG Sérgio Luiz Belmont Loncan
- Ceará – Cel CBM José Ananias Duarte Frota
- Curitiba PR- Prof. Luiz Carlos Pinto
- Distrito Federal - CEL Dorival Ari Bogoni
- Espírito Santo – Dr. Ricardo Antônio Montoito Bergmann
- Foz do Iguaçu PR - Dr. Jaime Luiz Remor
- Goiás- Dr. Marcelo Alves Vilanova
- Juiz de Fora MG - Dr. Mauro Eduardo Barbosa Leite
- Londrina PR - Dr. Iwan Kloc Filho
- Maranhão - Prof. Dr. Paulo Roberto Barbosa Ramos
- Mato Grosso - Adv. Itacir Rodrigues de Campos
- Mato Grosso do Sul – Cel Murilo de Oliveira Castro
- Minas Gerais – Prof. Inácio Loiola Pereira Campos
- Pará – Adv. Madson Antônio Brandão da Costa
- Paraíba - Cel Adealcir do Nascimento Monteiro
- Pernambuco - Cel PM Alexandre Alves Gomes da Rocha
- Piaui - Psic. Luiz Santos Tavares]
- Ribeirão Preto SP - Agrop. Cilbas Clement
- Rio de Janeiro RJ – Econ. Wilson Pimentel Develly
- Rio Grande do Norte - Proc. Zélia Madruga
- Rio Grande do Sul - Adv. Everton Marc
- Rondônia – Bel. Jacob Pereira Rebouças
- Santa Catarina – Cel PM Aurélio José Pelozato da Rosa
- São Paulo – Adv. Ney Antônio Moreira Duarte
- Tocantins – Dr. Valdir Ghilseni Cezar
- Uberaba MG – Dr. António José Bessa Ferreira
- Uberlândia MG - Dra. Eleusa Rosa de Oliveira

No exterior a ADESG adotou o nome ADESG  Europa, com sua área de atuação também na CPLP. Foi seu Fundador e é Presidente o Dr. Artur Victoria tendo sede em Vila Nova de Gaia, Portugal  